# Білоруський екзархат
Білору́ський екзарха́т Моско́вського патріарха́ту (біл. Беларускі экзархат Маско́ўскага патрыяхату, Biełaruski ekzarchat Maskoŭskaha patryjachatu; рос. Белорусский экзархат Московского патриархата) — східно-православний екзархат у складі Московського патріархату в Республіці Білорусь. Використовує у своїй літургії візантійський обряд, новомосковський ізвод церковнослов'янської, титулярно білоруську мову та юліанський календар, він є частиною Східного християнства.
У канонічному відношенні Білоруський екзархат — це адміністративно-територіальна одиниця Російської православної церкви, що об'єднує єпархії, монастирі, духовні семінарії тощо на території Білорусі. Управління Білоруською єпархією здійснює Патріарший екзарх, який одночасно є керівним архиєреєм Мінської єпархії та головою Мінської митрополії. Для назви екзархату часто вживається альтернативна офіційна назва Білору́ська правосла́вна це́рква (біл. Беларуская праваслаўная царква, Biełaruskaja pravasłaŭnaja carkva; рос. Белорусская православная церковь).
Території в Білорусі входять до складу Київської митрополії, яка до 06.01.2019 року перебувала в юрисдикції Вселенського патріархату Константинополя понад 1000 років. Антиканонічно Московський патріархат анексував ці церковні землі у Вселенського патріархату. Частиною Київської митрополії була Польська православна церква, яка отримала свою автокефалію в 1924 році від Вселенського патріархату. 6 січня 2019 року православна церква України отримала свою автокефалію від Вселенського патріархату. Зараз порушується питання отримання автокефалію від Материнської церкви Вселенського патріархату Церквою Білорусі. Юрисдикція Московського патріархату, згідно із Свідоцтвом про автокефалію 1589 р., поширюється лише на межі Російської держави. Історична православна Литовсько-Руська митрополія Константинопольського патріархату в 1596 році встановила єдність зі Святим Престолом і тепер функціонує як Білоруська греко-католицька церква.
У 2020 році Білоруський екзархат підтримав Олександра Лукашенка на виборах в Білорусі.

## Назва
Канонічна назва одиниці Російської православної церкви в Білорусі — Білоруський екзархат Російської православної церкви (Московського патріархату). Назва «Білоруська православна церква» не є канонічною, оскільки її дала світська, а не церковна влада.

## Історія

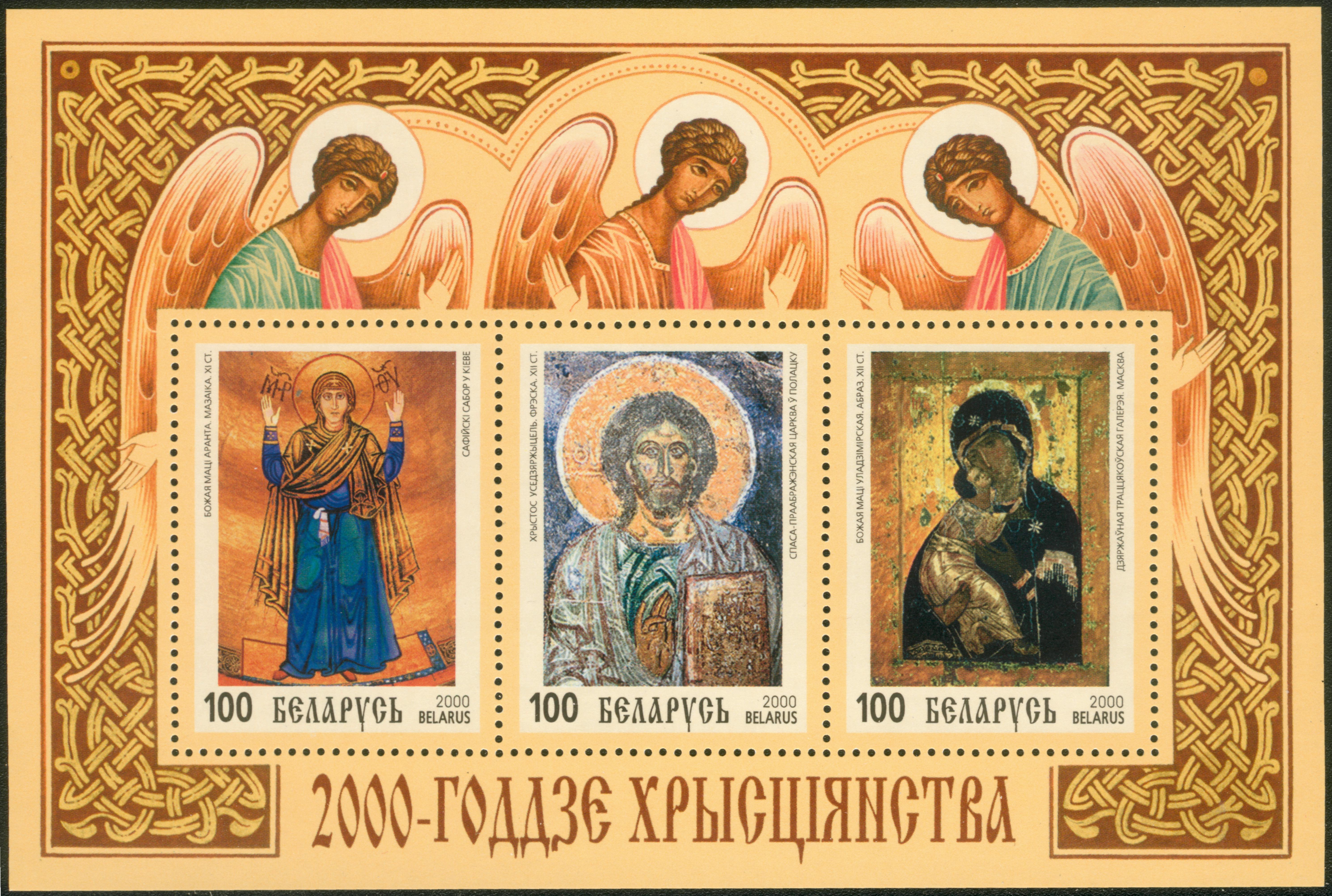
2000-річчя християнства. Поштовий блок Білорусі, 2000 рік

У 992 році в складі Київської митрополії Константинопольського патріархату була заснована Полоцька єпархія. До XIII століття на території сучасної Білорусі було 2 єпархії: Полоцька і Туровська (1005), які входили в Київську митрополію.
У зв'язку з фактичним поділом на початку XIV століття Київської митрополії на церкву з центром у Москві (в межах Московського князівства) і православну церкву у Великому князівстві Литовському (Литовська митрополія, 1316), Полоцька, а з 1347 року і Туровська єпархії увійшли до складу останньої.
У 1459 році відбулося остаточне відділення Києво-Литовської митрополії від Московської. У середині XVI століття до складу Литовсько-Новогрудської митрополії (центр в Новогрудку, потім у Вільно) входили Полоцька, Турівська (з кафедрою в Пінську), Смоленська, Чернігівська, Галицька, Перемишльська, Холмська, Луцька, Володимир-Волинська єпархії.
Після Берестської унії 1596 року православна церква в Великому князівстві Литовському як канонічно ціле перестала існувати. Знову заснована в 1632 році в Могиліві. Могилівська (Білоруська) єпархія була єдиною православною єпархією в межах Білорусі до кінця XVIII століття. Після Другого поділу Речі Посполитої в 1793 року заснована Мінська єпархія. У 1833 році відновлено Полоцька, створені Віленська (1840) і Городнянська (1900) єпархії. У Бресті, Білостоці, Слуцьку, Гомелі, Каунасі і Двінська існували катедри вікарних єпископів. Усі єпархії входили до складу греко-російської церкви і перебували під юрисдикцією Святійшого синоду. До початку Першої світової війни в п'яти православних єпархіях Білорусі були 3552 храм і 35 монастирів, три духовні семінарії. Кожна з єпархій мала свої періодичні видання.
Відповідно до положення про обласні преосвященних від 12 березня 1934 року на виконання постанови Помісного собору 1917—1918 років про митрополичих округах Тимчасовий патріарший Священний синод утворив церковні області в складі кількох єпархій, в тому числі в межах Білоруської РСР була утворена митрополичий округ з центром в Мінську. Дата скасування точно невідома. Імовірно, це сталося в 1943 році під час проведення перебудови єпископських кафедр.
У повоєнний час під тиском влади все єпархії в Білорусі, крім Мінської, були скасовані. На допомогу митрополиту Мінському і всієї Білорусії іноді призначалися вікарні архиєреї.
Архиєрейський Собор Російської православної церкви проходив 9-11 жовтня 1989 року й ухвалив утворення Білоруського екзархату Московського патріархату, затвердивши колишнє рішення Священного Синоду про утворення Могильовської, Пінської та Полоцької єпархій.
16 жовтня 1989 року Священний Синод, на виконання визначень Архиєрейського Собору, постановив: Екзарх у Білорусі надалі мати титул «Митрополит Мінський і Гродненський, Патріарший Екзарх Білорусі»; Преосвященного Філарета, митрополита Мінського і Білоруського, призначити Екзархом Білорусі.
Постановою Синоду Білоруського Екзархату від 6 лютого 1992 року (журнал № 15), затвердженим Постановою Священного Синоду Російської Православної Церкви від 18-19 лютого 1992 року (журнал № 13), Мінська єпархія реорганізована і територіально обмежена Мінською областю.
За даними агентства Білоруські новини, в країні православних — понад 80 % вірян; Білоруський екзархат включає 11 єпархій та 1437 громад, в яких несуть службу 1438 священиків; 1175 православних храмів, 172 культові споруди зводяться. Діють 5 духовних навчальних закладів, у тому числі духовна академія та семінарія в Жіровічах (Слонімський район Гродненської області), 3 духовних училища, а також 27 монастирів, 13 братств і дев'ять сестринстов. Богословів також готують в теологічному інституті Білоруського держуніверситету і в Вітебськом державному університеті імені Петра Машерова.
7 січня 2008 року, під час відвідин Свято-Духова кафедрального собору в Мінську, Президент Білорусі Олександр Лукашенко назвав Білоруську православну церкву «головним ідеологом нашої країни». Сама церква заперечує свою причетність до будь-якої ідеології:

"… Віруюча людина ідеологію ніколи не прийме. Ідеологія — це людська іграшка, така мізерна, яка розрахована на те, щоб дурити людей протягом короткого проміжку часу. «
— Кирил, Патріарх Московський і всієї Русі
На початку жовтня 2010 року в ході свого робочого візиту в Стамбул (Туреччина), Президент Лукашенко, за повідомленнями ЗМІ, на зустрічі з Вселенським Патріархом Варфоломієм міг обговорювати перспективу обдарування автокефалії Білоруської церкви; експерти розцінювали переговори як політичний демарш президента проти керівництва Росії. 13 жовтня того ж року керівник Адміністрації Президента Республіки Білорусь Володимир Макей спростував такого роду повідомлення, назвавши їх „черговою провокацією брудної“ і зв'язавши їх із загостренням російсько-білоруських відносин.
У грудні 2018 року Білоруський екзархат заборонив своїм вірним брати участь у таїнствах (причастях, сповідях) Православної церкви України.
З 20 серпня 2020 — синод Російської православної церкви призначив єпископа Веніаміна (Тупеко) новим екзархом Білоруського Екзархату РПЦ замість єпископа Павла (Пономарьова). 9 вересня у Москві патріарх РПЦ Кирил (Гундяєв) звів єпископа Веніаміна у сан митрополита дозволивши носити йому дві панагії у межах Білорусі.

### Реакція напротести в Білорусі 2020
15 серпня 2020 року Синод Білоруського екзархату Московського патріархату опублікував звернення „до народу Республіки Білорусь про припинення народного протистояння“, у якому закликав „провокаторів і підбурювачів … одуматися і припинити провокації, спрямовані на дестабілізацію Білорусі і поділ білоруського народу“, „бо якщо ми сьогодні всі разом не зупинимо протиборство, то доведемо країну до незворотних руйнівних наслідків“. „Смута і поділ прийшли в наш спільний дім, брат повстав на брата. Звістки про вуличні зіткнення, арешти і побиття свідчать про страждання величезної кількості невинних людей, залучених в протистояння, і змушують здригатися дітей, жінок і старих батьків“, — йшлось у заві синоду БПЦ. „Ми — одна сім'я. І не дай Бог, щоб гріховні пристрасті поневолили нас і перетворили в жорстокий і сліпий натовп, здатний розвалити свій Отчий дім“, — наголошується в заяві. У заяві наголошено що Православна церква завжди є поза політикою і не втручається в неї: „Православна Церква завжди була і буде поза політикою. Ми не ділимо людей за партійною ознакою або переконання, не займаємося пропагандою на користь будь-яких політичних партій і лідерів, доктрин і режимів. Справа Церкви — не розділяти, а об'єднувати людей“.
В опублікованому 12 вересня інтерв'ю RT новобраний очільник Білоруського Екзархату єпископ Веніамін (Тупеко) сказав: „І позиція повинна бути, з одного боку, нейтральною і служити примиренню, а з іншого — ненав'язливою і некатегоричною, але з любов'ю і турботою сповіщати Слово Боже, яке говорить, де правда, де брехня, де гріх, де чеснота і як постаратися в цій ситуації за допомогою чесноти знайти шлях назад до спокійної, мирної Білорусі“.
3 жовтня митрополит Веніамін після освячення храму на честь Івана Хрестителя в агромістечку Шершун Мінського району зустрівся із Олександром Лукашенком. Офіційний сайт БПЦ назвав Лукашенка „президентом Республіки Білорусь“

## Організація та структура

### Керування
- Синод (грец. Σύνοδος — сход). Згідно зі статтею 14 Статуту БПЦ, „вона складається з єпископів (грец. ἀρχι- + ἱερεύς — старший священик), які керують православними єпархіями, розташованими на території Республіки Білорусь“». Відповідно до статті 17, затверджує статути БПЦ, єпархій та ставропігійних монастирів. Вибирає єпархіальних єпископів та створює підлеглі установи, у тому числі підприємства. Затверджує «Статут церковного суду БПЦ». Призначає ректорів духовних шкіл та настоятелів монастирів. Призначає склад Ревізійної комісії. Відповідно до пункту 12 статті XII Екзархату Статуту Російської православної церкви (РПЦ), «єпархіальні та вікарійські єпископи Екзархату обираються та призначаються Священним Синодом (РПЦ) за пропозицією Синоду Екзархату».
- Екзарх (грец. ἔξαρχος — намісник).

У 2015 році в Синоді було 17 відділів та комісій:
- Управління Мінського екзархату, Церковного суду, Видавничої ради;
- 10 відділів: 1) стосунки церкви та суспільства, 2) інформація, 3) монастирі та монастирі, 4) справи з молоддю, 5) релігійна освіта та катехизація, 6) церковна благодійність та громадська служба, 7) паломництво, 8) стосунки з козацтво, 9) взаємодія зі Збройними Силами та іншими військовими формуваннями Республіки Білорусь, 10) служба в'язниці;
- 4 комісії: 1) канонізація святих, 2) перегляд, 3) нагороди, 4) сімейні питання, охорона материнства та дитинства.[20]

### Єпархії
Церковно-правове становище Екзархату регулюється розділом IX Статуту РПЦ.
Екзархат володіє адміністративною самостійністю і управляється Синодом, який складається з Патріаршого Екзарха всієї Білорусі і всіх архиєреїв Екзархату. Екзарх Білорусі має титул «Митрополит Мінський і Слуцький, Патріарший Екзарх всієї Білорусі».
У 2021 році юрисдикція Білоруської православної церкви включала 15 єпархій та Мінську митрополію:

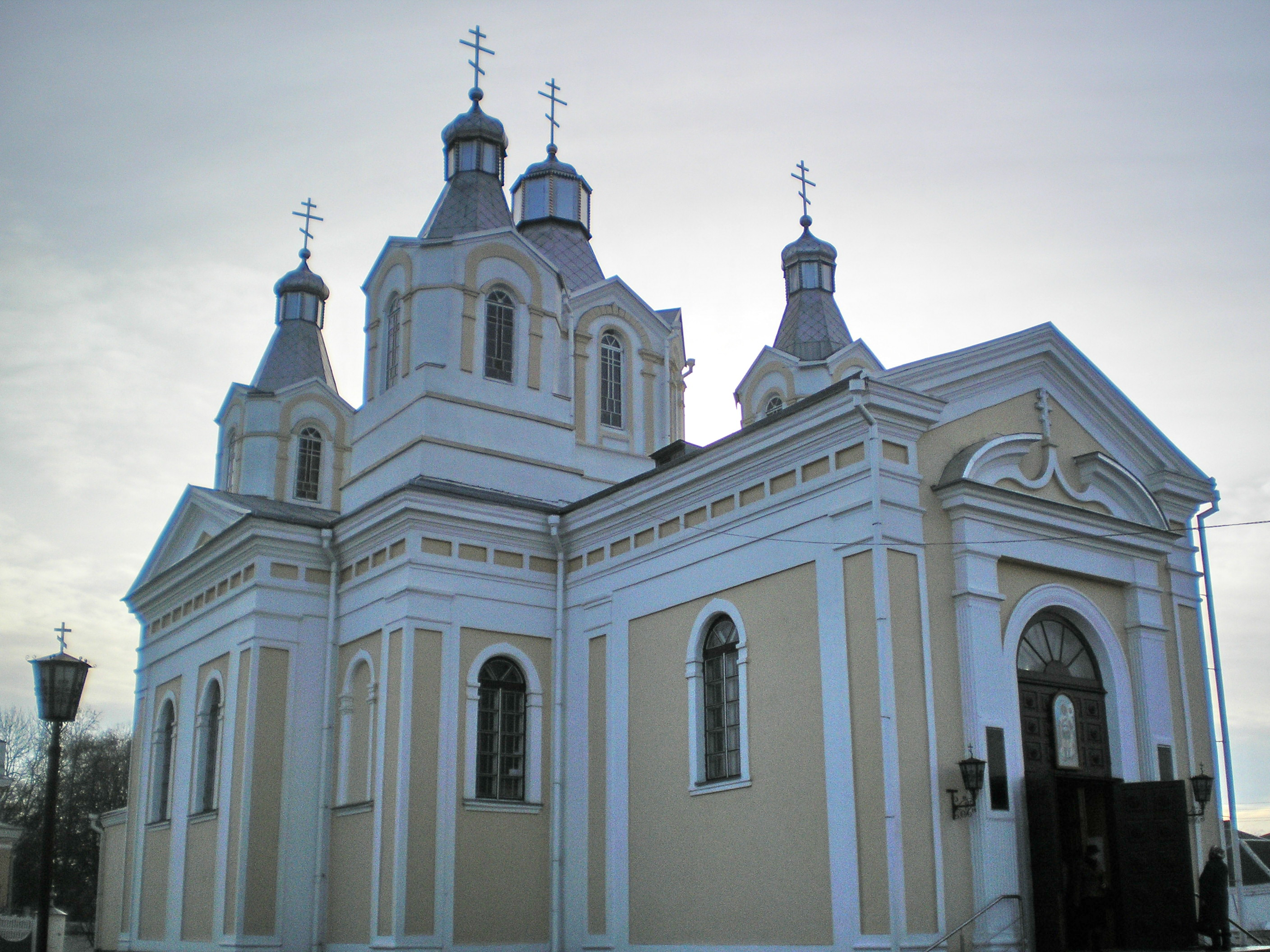
Катедральний Олександро-Невський собор, м. Кобрин.

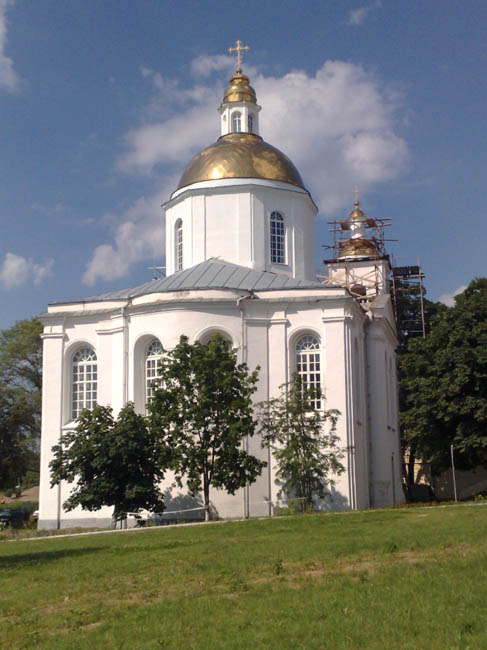
Катедральний Богоявленсикий собор, м. Полоцьк.

#### Берестейська область
- Берестейська і Кобринська
- Пінська і Лунинецька[ru]

#### Вітебська область

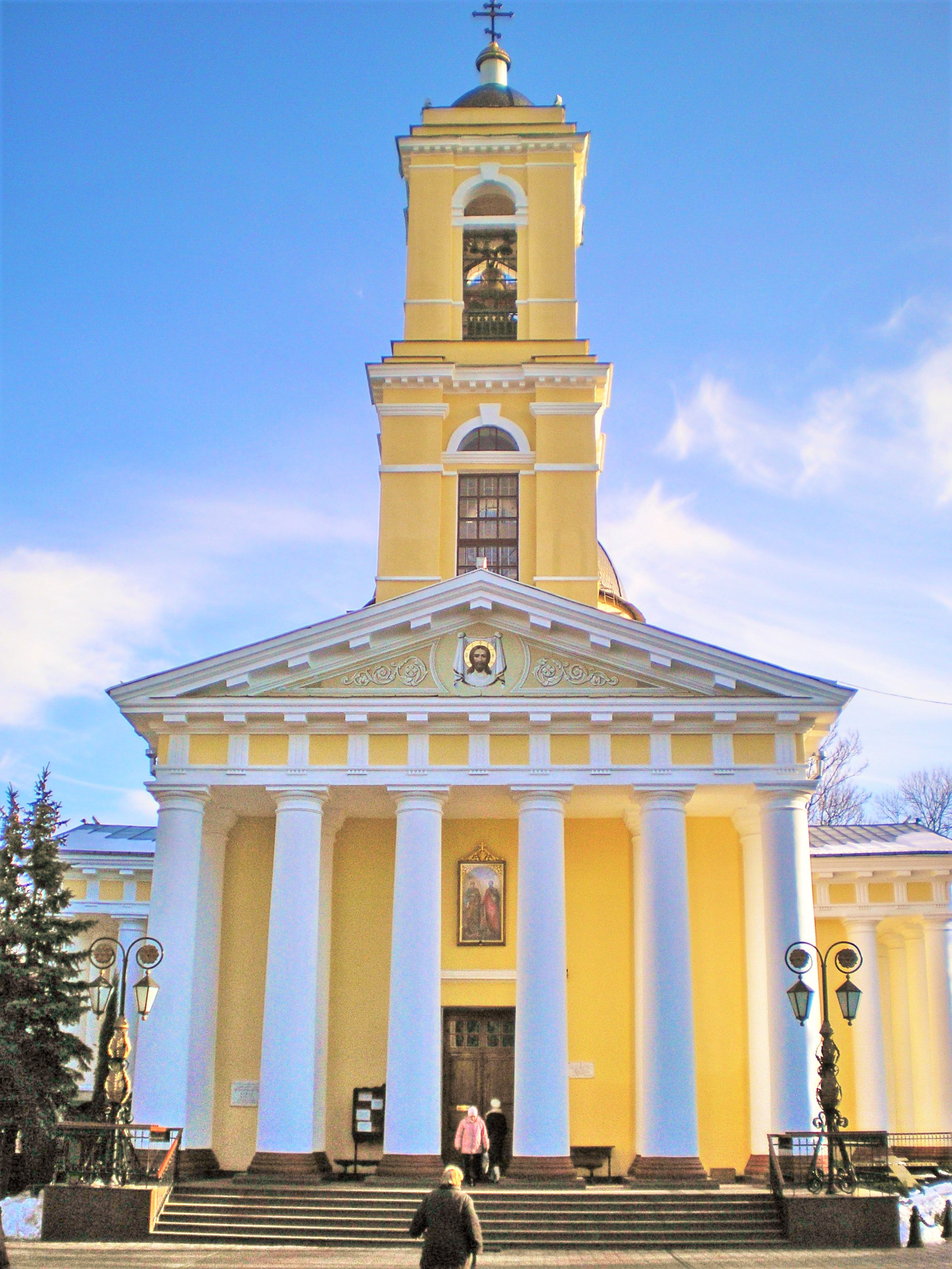
Катедральний Петро-Павлівський собор, м. Гомель.

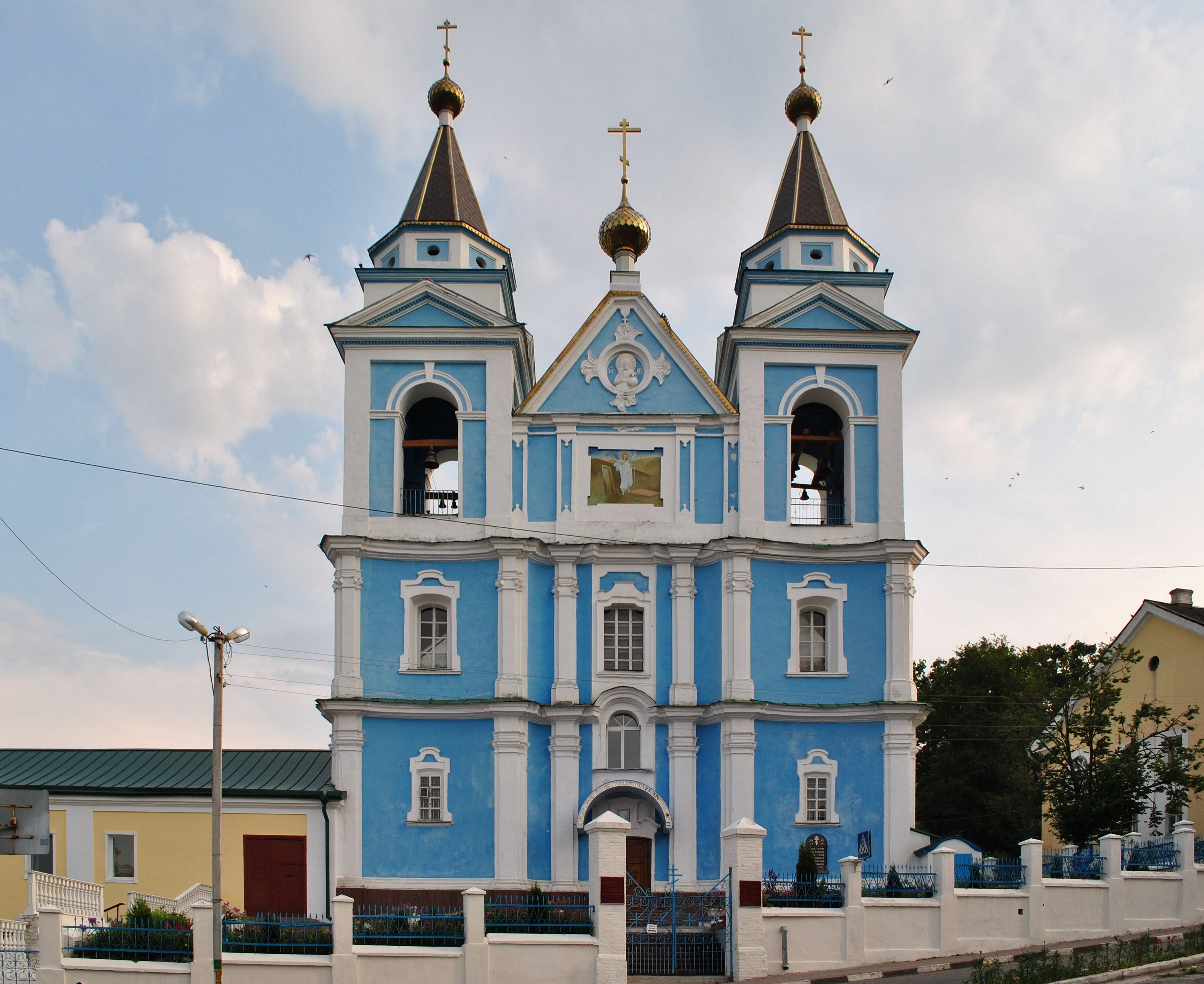
Катедральний Собор в і'мя Архістратига Михайла, м. Мозир.

- Вітебська і Оршанська[ru]
- Полоцька і Глубоцька

#### Гомельська область
- Гомельська і Жлобінська[ru]
- Турівська і Мозирська

#### Городнянська область
- Городнянська і Вовковиська[ru]
- Новогрудська[ru]
- Лідська[ru]

#### Мінська область
- Мінська митрополія
  - Борисовська[ru]
  - Мінська[ru]
  - Молодечненська[ru]
  - Слуцька[ru]

#### Могилівська область
- Могильовська та Мстиславська[ru]
- Бобруйська і Биховська[ru]

### Єпископат
Станом на 2020 рік у Білоруській Православній Церкві служили 17 єпископів, з них 14 єпархіальних єпископів, 1 єпископ вікарій та 2 єпископи на пенсії; 6 єпископів мали сан єпископа, 8 — архієпископа, 2 — митрополита. Усі правлячі єпископи, крім вікаріїв, є членами Синоду Білоруської православної церкви.

### Навчальні заклади
- Мінська духовна академія[ru]

### Екзархи

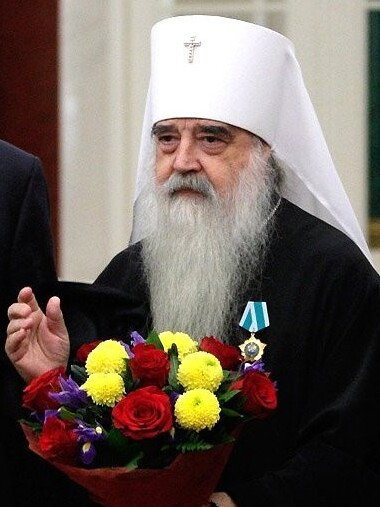
Митрополит Філарет

- Митрополит Філарет (Кирило Варфоломійович Вахромєєв) до 2013 року
- Павло (Пономарьов) із 2013 — 25 серпня 2020 року
- Веніамин (Тупеко) із 25 серпня 2020 року — дотепер

## Критика

### Неканонічний статус Московського патріархату в Білорусі
У 1924 р. Вселенський Патріарх Григорій VII, надавши автокефалію Польській православній церкві, до складу якої входила значна частина колишньої Київської митрополії, включаючи Західну Білорусь та Віленську область, зазначив у своєму томосі, що Київська митрополія не приєднана до Московського патріархату. У 1990-х роках у листі до патріарха Алексія Вселенський патріарх Димитрій заявив, що Константинополь визнав Московський патріархат протягом 1589 року, тобто без територій Білорусі, України, Прибалтики та Смоленська, які входили до складу на той час Речі Посполитої. Наступний Вселенський патріарх Вартоломій додав, що РПЦ постійно вторглася в країни, що перебувають під духовною юрисдикцією Константинополя, а саме Естонію, Угорщину та інші країни, завжди роблячи це за допомогою збройних сил радянської армії. У 2006 році патріарх Вартоломій зробив у Києві заяву, що Константинополь вважає Київську митрополію своєю дочкою, а коли прийде час, розгляне її незалежність. У жовтні 2018 року Синод Константинопольської церкви припинив дію статуту 1686 року про підпорядкування Київської митрополії Московському патріархату.
Загалом, православні канони (34-те Апостольське правило) вимагають окремої церкви для окремого народу, але Московський патріархат продовжує не визнавати білорусів (як і українців) окремими народами. З цієї причини формула про «триєдиний російський народ» озвучується і повторюється на різних рівнях. Фактично російська церква є основним пропагандистом ідей російського світу, який визнається православними теологами як єресь.

### Знищення історико-культурних цінностей

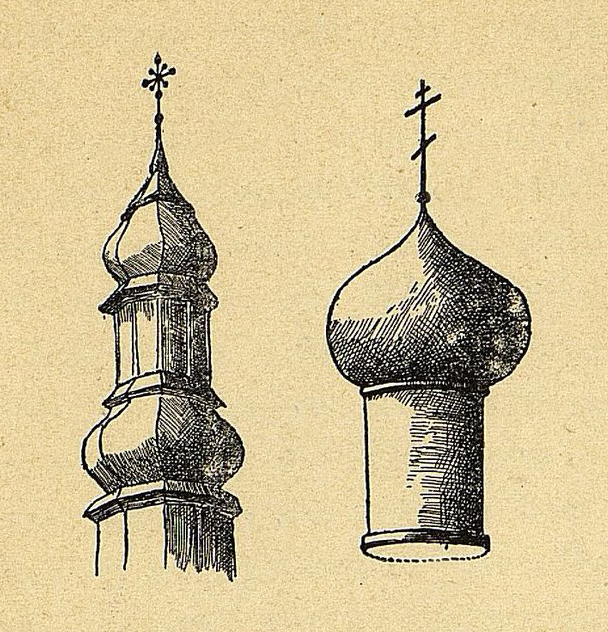
Білоруський купол (традиційний чотирикутний сонячний хрест) та російська цибулина (8-го московський хрест)

Після активізації релігійного життя у 1990-х роках набула поширення реконструкція пам'яток сакральної архітектури, що належать[уточнити] Білоруському екзархату Московського патріархату. Ці реконструкції здійснюються з порушенням чинного законодавства у сфері охорони пам'яток і характеризуються цілеспрямованою посадкою позолочених куполів-цибулин, зміною автентичного вигляду окремих архітектурних елементів, використанням будівельних матеріалів та методів, неприпустимих при реставрації.
У 2004 році голова Білоруського екзархату Філарет (Вахрамеєв) надіслав листа голові Мінського міськвиконкому Павлову, в якому ініціював відновлення церкви Святого Духа, унікальної архітектурної пам'ятки Великого князівства епохи Відродження, побудувати новий фундамент. Він запропонував побудувати ще одну каплицю на честь Олександра Невського на місці фундаментів Малого гостьового будинку.

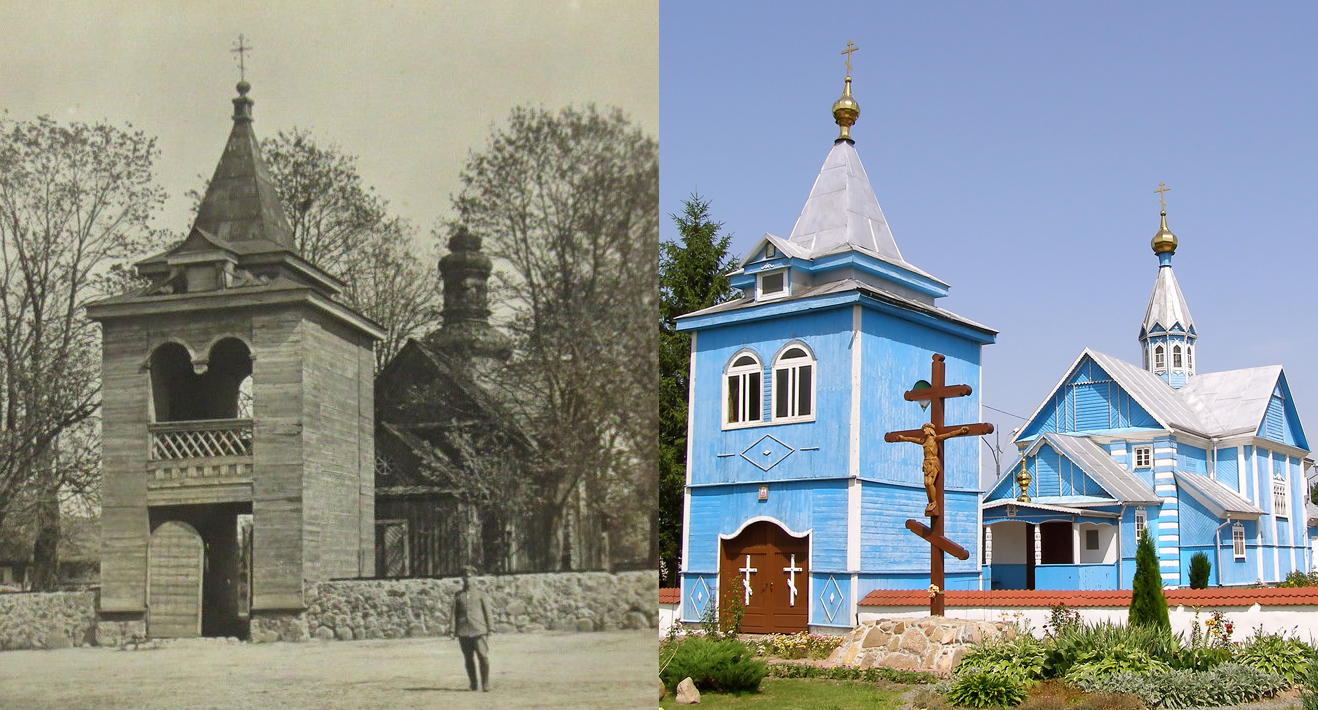
П'ятнична церква в Чернавцях: вид на (зліва) та на реконструкцію Москви (праворуч)

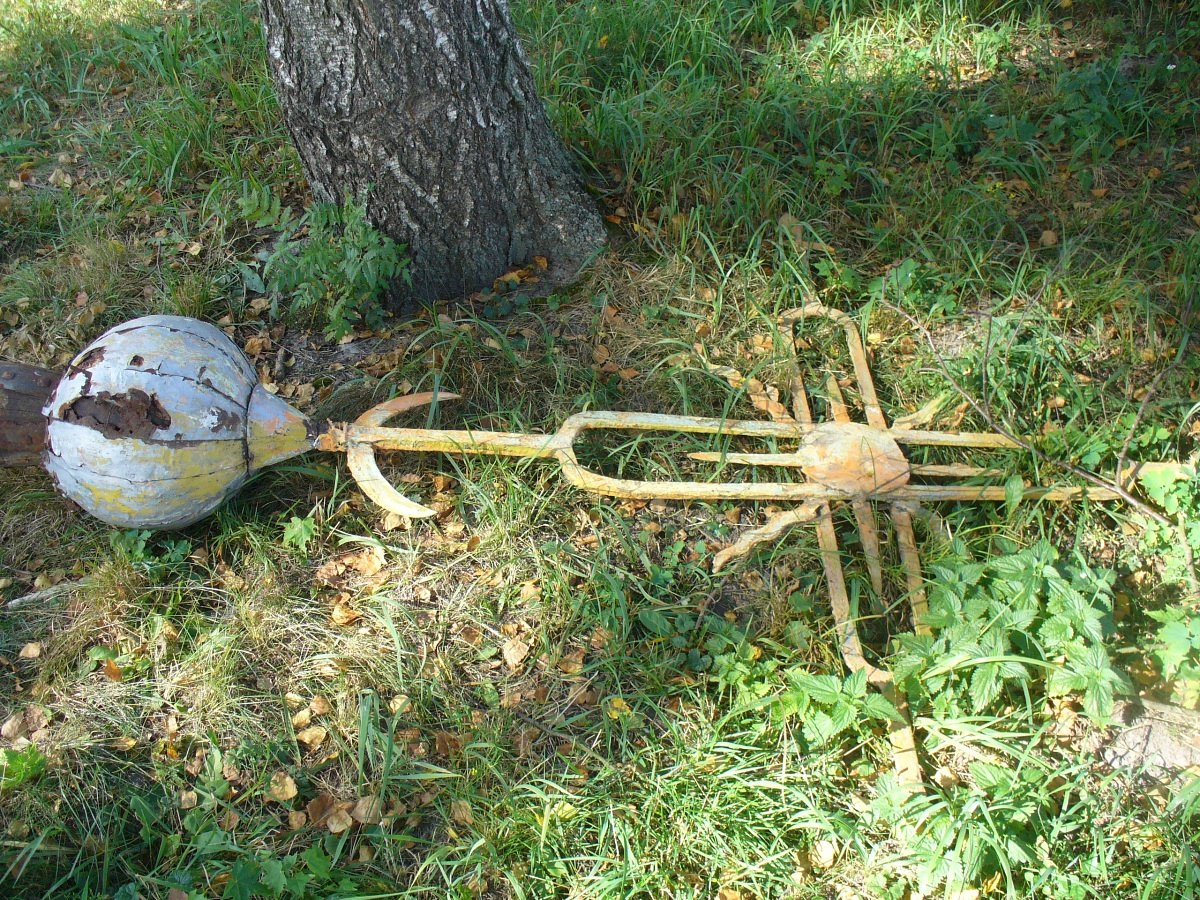
Автентичний чотирикутний сонячний хрест із церкви у Велямічах, викинутий у смітник, замінений московським хрестом

У липні 2007 року на території Могилівського городища було припинено будівництво «храму-пам'ятника» Московського патріархату на ім'я «Святих царських мучеників та новомучеників та сповідників ХХ століття». За фактом будівництва розпочато кримінальне провадження. Ігор Марзалюк, завідувач кафедри археології Могилівського державного університету, доктор історичних наук, зазначає, що ставлення до замку було варварським:
|  | Ви вже можете відкрити спеціальну виставку знахідок в університеті з речей, які були збережені як на замчищі, так і на звалищі, де будівельники взяли частину культурного шару. Крім металевих предметів та кераміки XII -XVII століть, це також сенсаційна знахідка - маленька ікона XI століття. |

Ігор Марзалюк назвав це навмисним знищенням національної археологічної пам'ятки. Крім того, реконструкція торкнулася могилівського монастиря Святого Миколая — пам'ятки архітектури первісного могилівського бароко XVII—XVIII століть. Так, у 2008 році на його воротах, накритих дахом, поставили позолочену купол-цибулину з 8-го мозковим хрестом.

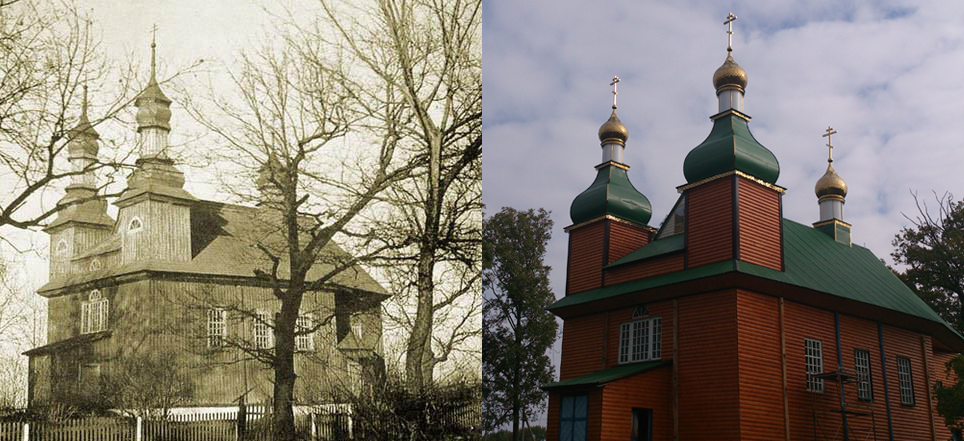
Георгіївська церква у Валавелі: вид на (зліва) та сучасну московську перебудову (праворуч)

У 2008 році під час будівництва Освітнього центру Московського патріархату в Мінську на території Високого міста та вулиці Зибицької належні археологічні розкопки не проводилися, внаслідок чого культурні верстви XI—XIX століть непоправно пошкоджені та втрачені.

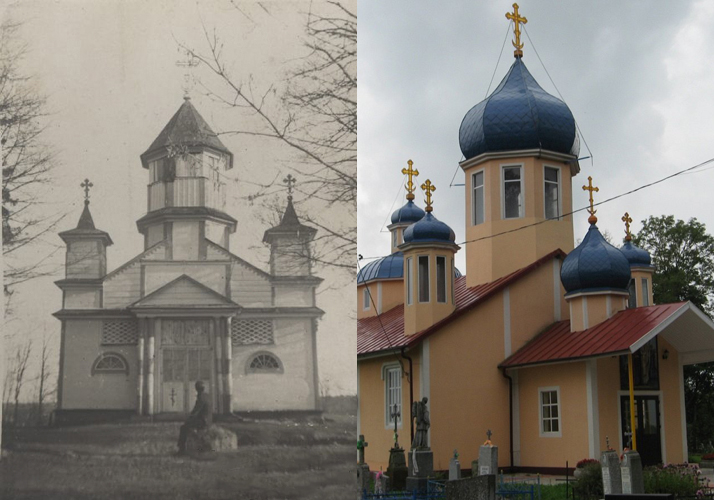
Воздвиженська церква в Гощуві: вид на (зліва) та на московську реконструкцію (праворуч)

У 2008 році в Клецьку настоятель місцевої парафії Білоруського екзархату, що займає будівлю колишнього домініканського костелу (історико-культурну цінність 1-ї категорії), Матвій Білоус довільно розмістив купол з цибулиною з восьмикутним московським хрестом на 6 метрів. високий. Будівельні роботи проводилися всупереч листу Міністерства культури, в якому зазначалося, що дії Білоуса суперечать закону, оскільки вони неминуче призводять до зміни зовнішнього вигляду пам'ятника. У 2010 році стало відомо, що Білоус поставив ще дві купольні лампочки на колишній церкві.

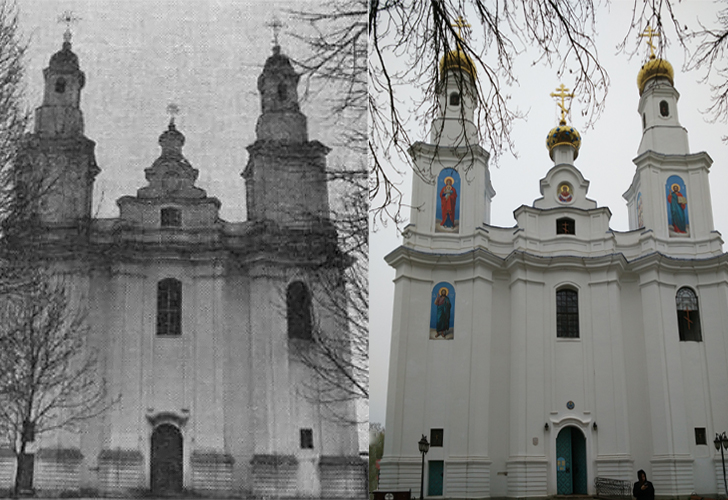
Покровська церква в Толочині: вид на (зліва) та на надбудову куполів-цибулин (праворуч)

У 2009 році в результаті реконструкції церкви Святого Пророка Іллі (історико-культурної цінності 2-ї категорії), здійсненої місцевою парафією Білоруського екзархату, барокових куполів на вежах та традиційного кованого сонячного чотирикутного сонця хрести замінювали своїми хрестами.
У червні 2010 року громадськості стало відомо, що в результаті реконструкції, проведеної Білоруським екзархатом у Навагрудку, на вежі церкви святих Бориса і Гліба (історико-культурна цінність 1-ї категорії) планується покласти труни з наметами, завершеними золотистими цибулеподібними куполами. До Білоруського екзархату Московського патріархату та Міністерства культури Республіки Білорусь звернулися філософи Алесь Антипенко та Валянцін Акудович, архітектор Ірена Лавровська, мистецтвознавці Сергій Хареуський та Максим Жбанков:
|  | Ми вважаємо своїм моральним обов’язком звернутися до громадянської та культурної спільноти країни, щоб висловити рішучий протест проти антикультурної, антибілоруської діяльності РПЦ. Ми також звертаємо увагу на той факт, що руйнування культури корінного населення та пам’яток історії Білорусі є одним із проявів типової колоніальної політики, яку російська влада проводила протягом останніх кількох століть в окупованій та анексованій Білорусії. Тепер цю політику продовжує РПЦ. Ми вимагаємо припинити знищення нашої спадщини! |

Однак, незважаючи на протести громадськості, у листопаді того ж року на вежах пам'ятника з'явились куполи-цибулини. У зв'язку з цим голова Білоруського добровольчого товариства охорони пам'яток історії та культури Антон Астапович написав листа до Міністерства культури з проханням припинити роботу в Навагрудку. Він просив розпочати адміністративну справу проти парафіяльної церкви та відповідальних працівників Навагрудського райвиконкому. Крім того, А. Астапович звернувся до Наваградської прокуратури.
26 березня 2016 року голова Білоруського екзархату Павло (Пономарьов) направив офіційне звернення до віце-прем'єр -міністра Білорусі з проханням позбавити три будівлі XIX століття статусу історико-культурної цінності у Мінську з таким обґрунтуванням: «тому що вони не мають історичного значення і не представляють культурного чи архітектурного значення».
Архітектор-реставратор Володимир Папруга вказує, що мета реконструкції білоруських церков у Мінську є знищення культурних особливостей Білорусі:
|  | А що тягне російські «лампочки» на білоруські церкви, які від початку не мали нічого спільного з Московським патріархатом? Це фактично та сама метафора - як зробити Білорусь Росією, тобто позбавити її мови. Коли людина змінює свій внутрішній код, переходить на іншу мову, вона стає іншою. Коли ми тягнемо російські «лампочки» на білоруські церкви, їх виготовляє Росія. Ось такий методологічний принцип засвоєння. |

Пам'ятки архітектури, художній вигляд яких постраждав від сучасної московської перебудови
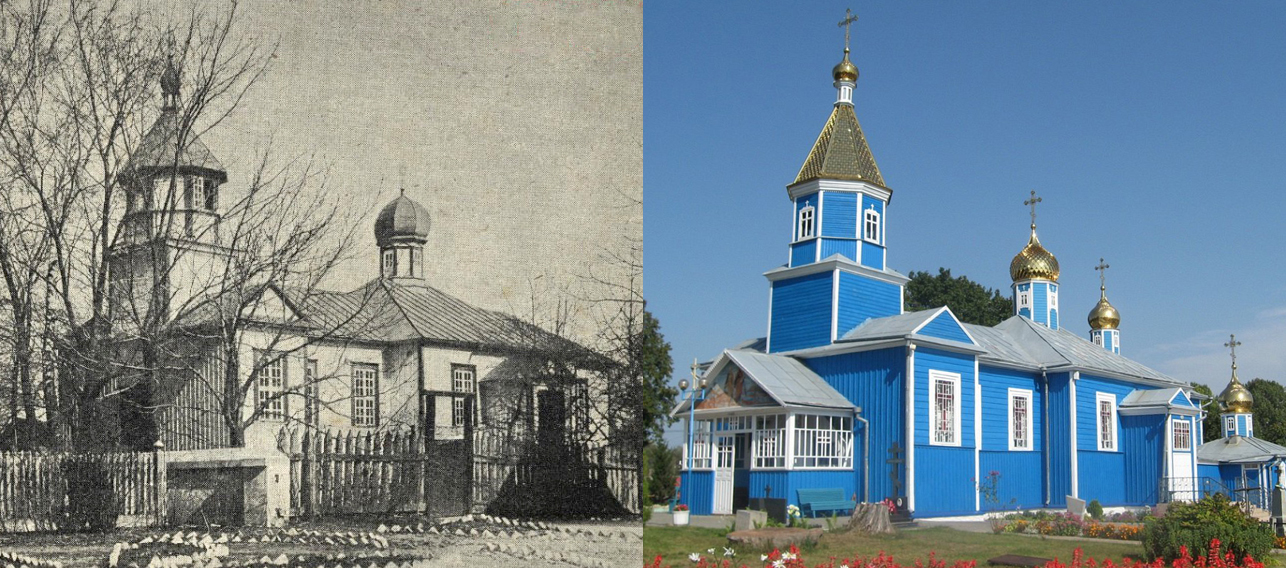
Петропавлівська церква в Кобрині
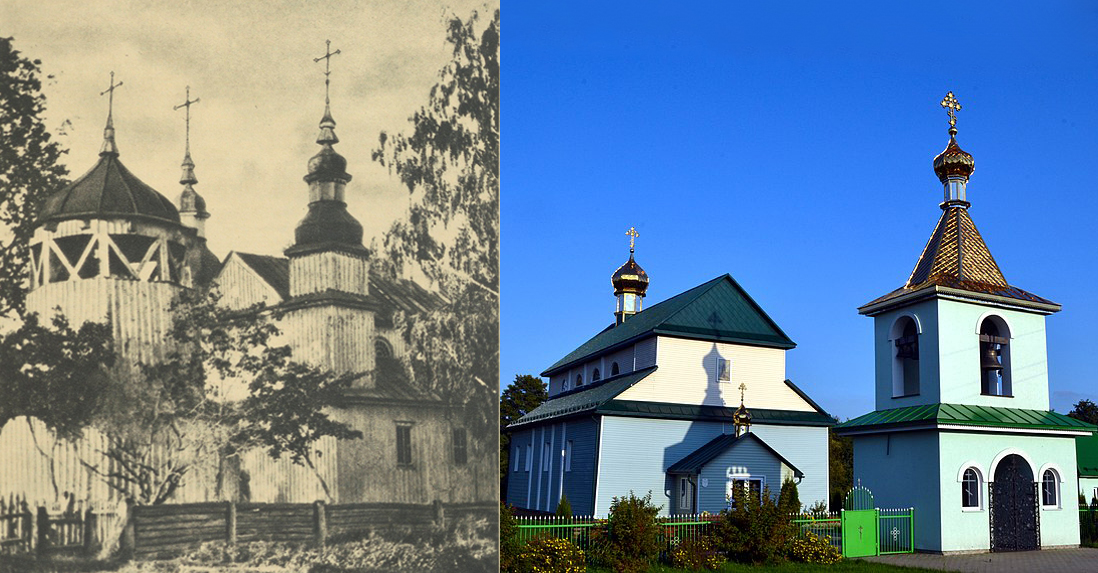
П'ятнична церква в Опалі
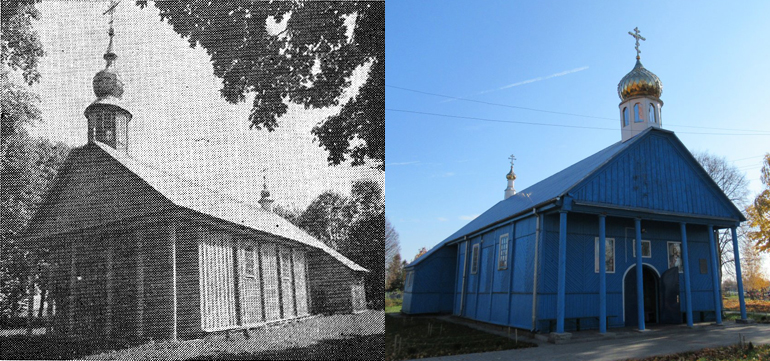
Православна церква Святого Духа на Підліссі
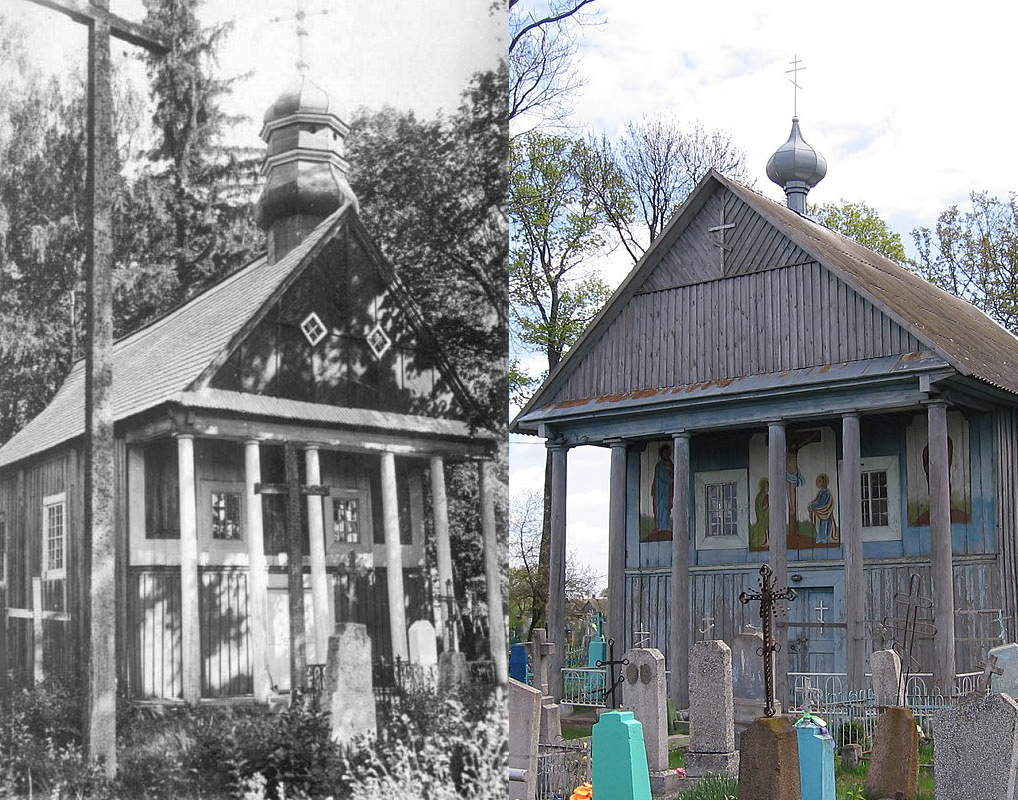
Церква Петра і Павла в Шарашові

### Насадження російської культури та архітектури
У 1990-х та 2010-х роках існувала тенденція до того, що Білоруський екзархат замінив Московський патріархат у церквах старими 4-х конечними кованими хрестами (сонячними хрестами), творами білоруського народного декоративно-прикладного мистецтва та 8-го мозковими хрестами Москви. Традиційні чотирикутні дерев'яні придорожні хрести також замінюються московськими. У церквах вивішують ікони із зображеннями родини останнього російського майстра Миколи II, складають вірші про «святу Росію». У 2008 році біля церкви в селі Крайськ Логойського району Мінської області встановлено погруддя Миколи II. За словами місцевих жителів, до Крайська почали приходити люди, які вірять не стільки в Бога, скільки в «царя Миколу». У 2009 році на території військово-розважального комплексу під назвою «Лінія Сталіна» була зведена каплиця на честь Олександра Невського з благословення глави екзархату Філарета (Вахрамеєва). 4 квітня 2013 року на Прочистенській горі у Вітебську відкрито пам'ятник главі Московського патріархату Олексію ІІ (Ридигеру).
4 квітня 2011 р. Синод Білоруського екзархату вирішив звернутися до глави Московського патріархату Кирила з проханням "прославити в особі місцевих святих Білоруської Православної Церкви митрополита Литовського і Вільнюського Йосифа (Семашко, 1789—1868), відомий руйнуванням тисяч пам'яток білоруської літератури, у тому числі Туровського Євангелія XI століття. 3 вересня 2012 р. Синод встановив дні молитовного пам'яті Йосифа (Семашка). 21 листопада в церкві Покрови Пресвятої Діви Марії в Мінську вони помолилися за іншого відомого лідера політики маскулінізації-Муравйова Вішака. 20 березня 2018 року Павло (Пономарьов) заявив, що Білоруський екзархат не проводитиме окрему молитву за Білорусь 25 березня на честь 100-річчя Білоруської Народної Республіки, «щоб не політизувати молитву та богослужіння».
Вибираючи архітектурні проєкти сучасних церков, Білоруський екзархат Московського патріархату ігнорує традиції готики та бароко — стилів, в яких православна архітектура в Білорусі досягла високого рівня архітектурно-мистецьких рішень та національної самобутности. Існує також невелике і фрагментарне використання спадщини народної архітектури з пріоритетним акцентом на середньовічній архітектурі Московської держави, яка розвиває архітектурні традиції, не властиві білоруській сакральній архітектурі.
Співробітники Інституту мистецтвознавства, етнографії та фольклористики Національної академії наук Білорусі критикують Білоруський екзархат Московського патріархату за пріоритетне будівництво церков у стилі, характерному не для білоруської, а для російської архітектури::
|  | <...> Нинішні прагнення проросійського православного духовенства ввести дерев’яні церковні форми церков Нового Єрусалиму, пам’ятники Архангельську чи Вологодській області є небезпечними. Ігнорування багатовікових місцевих традицій та нав'язування нетипових для місцевої архітектури обсягів та форм руйнує природну гармонію, що склалася протягом століть життя людей. |

За словами філософині та теологині Ірини Дубянецької, заповідники приносять архітекторам спеціальну інсталяцію, щоб вони не оформляли православні храми в білоруському стилі. Художник та етнокультуролог Тодар Кашкуревич звертає увагу на те, що Білоруський екзархат Московського патріархату працює на геополітичні інтереси Російської Федерації, і проводить паралель між «мурахами» та сучасною церковною архітектурою Московського патріархату в Білорусі:
|  | <...> це, я б сказав, усвідомлений культурний аспект. Ми маємо справу з тенденцією: просування певного стилістичного моменту як дуже суттєвого ідеологічного. Коріння сягає Москви. Уся Білорусь - центральні міста, центральні дороги - викладена Російською православною церквою в псевдоросійському стилі. Майже так само, як у ХІХ ст. "мурашки" були зроблені. Вони дуже добре розуміють політичний потенціал цього стилістичного моменту: «гриби» поставлять - позначити свою територію впливу. Як собака, що позначає дерева. Це величезний політичний капітал, який вимірюється навіть грошовим еквівалентом. |

### Зросійщення Білорусі
Білоруський екзархат Московського патріархату критикують за послідовне та тривале зросійщення білорусів, тоді як його діяльність будується відповідно до російських, а не білоруських історичних та культурно-мовних традицій. Окрім руйнування білоруських пам'яток та насадження російської архітектури, у видавничій діяльності російської мови також є абсолютна перевага з повним зневагою до білоруської, особливо у літературі релігійного та освітнього характеру, призначеній для дітей.

### Екстремізм і зв'язки з російськими неонацистами
Білоруський екзархат Московського патріархату розкритикували за можливу участь у підготовці до гібридної війни Росії проти Білорусі за українським сценарієм.
У грудні 2015 року виявилося, що у Городнянській єпархії Білоруського екзархату Московського патріархату є військові клуби («Дружина» при Богоявленській церкві в Щучині, «слов'яни» при соборі Покрови Богородиці у Гродно, тощо), де 13 новобранців 15 років і навчаються з них «воїнів Христа». Водночас діти проходять збройне навчання під керівництвом інструкторів, які публічно закликають до ліквідації білоруської державності. Крім того, на офіційному вебсайті клубів розміщена реклама для бойовиків неонацистської організації «Російська національна єдність», в якій добровольці запрошуються на війну «на захист росіян на території колишньої України». У січні 2016 року білоруський блогер Едуард Пальчіс знайшов шістьох священиків Білоруського екзархату Московського начальника, які на своїх сторінках у соцмережах хвалили сталінізм, російських бойовиків та заперечували існування білорусів як окремої нації.
У травні 2016 року спалахнув черговий скандал щодо участі білоруських дітей з військових клубів при храмах Вітебської єпархії Білоруського екзархату Московського патріархату (Толочин «Православне військово-патріотичне братство військово-патріотичного клубу імені Архангела Михаїла», та ін.) у військових таборах Росії, де заняття проводили неонацисти, в тому числі Олексій Мільчаков, відомий фотосесією з відрізанням цуценяті голови «собаки — це не тільки друзі людини, а й чудовий шашлик». — Мільчаков написав на своїй сторінці «ВКонтакте» і закликав вбивати не тільки тварин, а й бездомних) та фотографії на тлі понівечених тіл українських солдатів (з висіченими на обличчі восьмикутними свастиками та відрізаними вухами).
18 листопада 2016 року стало відомо, що правоохоронні органи Білорусі затримали священика Білоруського екзархату Московського патріархату, уродженця та громадянина Росії Костянтина Бурикіна. За офіційною версією, причиною затримання стало володіння зброєю. Крім того, виявилося, що Бурікін сповідував нацистські погляди — навіть якщо він отримав ранг церкви (не закінчивши семінарії, за обіцянку побудувати храм Білоруського екзархату Московського патріархату в Готові). Збереглися фотографії, де Бурикін як священик Білоруського екзархату Московського патріархату брав участь у військовій підготовці російських неонацистів як священнослужитель. Крім того, у РНЕ Бурікін напхав себе на грудях великої свастики та орла Третього рейху на плечі. У великій кімнаті квартири Бурикіна, яку він побудував після прийняття священства, висить люстра у вигляді свастики. 12 грудня газета «Наша Ніва» отримала доступ до фотокопії картини Бурікіна у вигляді нацистського СС та інших фотографій, що підтверджують захоплення священика ідеологією нацизму. 10 липня 2017 року суд визнав Бурикіна винним у незаконному зберіганні зброї та боєприпасів та засудив його до 3 років колонії строгого режиму. Водночас під час виконання вироку керівництво екзархату не позбавило його священства. У червні 2019 року проти Бурикіна було порушено кримінальну справу за зґвалтування власної дочки. 26 червня газета «Наша Ніва» опублікувала зізнання Олександри Бурикіної, в якому вона описала жорстоке поводження та фізичне побиття, а також сексуальне насильство, яке вона зазнала з боку свого батька, коли їй було 13 років.
27 листопада 2016 р. у Мінську в церкві Покрови Богородиці з благословення митрополита Павла (Пономарьова) відбулася конференція «Готові принести жертву …» (позиціонована організаторами як наукова), присвячена пам'яті Муравйова, яку називали «світлою і красивою людиною». Протоієрей Олександр Раманчук, завідувач катедри церковної історії Мінської духовної семінарії, виступив із доповіддю, у якій розглядав морально-етичний аспект публічного вбивства 8 католицьких священиків за «усний злочин» — читаючи маніфест Національного маніфесту в церквах. У своєму звіті він прийшов до такого висновку:
|  | Фактично, він поставив питання про те, чи в очах Бога російський православний світ має таку цінність, щоб карати за це смерть католицьких священиків. Як православний віруючий, він відповів ствердно і виконав вирок. Таким чином він погодився нести повну відповідальність за свої дії перед Богом у справі порятунку душі. Таким чином, ми не можемо заперечувати, що граф Муравйов, розстрілявши 8 католицьких священиків, виступав як російський релігійний та національний лідер і таким чином здійснив особистий духовний подвиг самопожертви. |

10 вересня 2017 р. у відомій своєю комерційною діяльністю жіночому монастирі Святої Єлизавети відбулася зустріч з «підполковником російського ГРУ» Антоном Маншиним із закликом до присутніх чоловіків взяти участь у війні «за Святу Росію». За словами Маншина, «тероризм був винайдений американцями та англійцями, щоб швидко розпочати Третю світову війну, щоб знищити Росію». Зал відвідало близько сотні людей, у тому числі черниці, а також батьки з дітьми. Ніхто з присутніх не виступив проти спікера і не припинив засідання. Після поширення інформації про виступ Маньшина у засобах масової інформації редактор сайту монастиря черниця Іоанна заявила, що «це була помилка» та «неприємна історія». Тим часом черниця Єлизавета, яка організувала зустріч, відмовилася коментувати її зміст.
Один з керівників Білоруського екзархату Московського патріархату Павло (Пономарьов) прославився в 2011 році своїм інтерв'ю, в якому заявив про готовність Росії «відкрити кран Чорнобиля», щоб покарати своїх опонентів. Він вважає, що для більшості росіян «життя не коштує ні копійки».

## Галерея

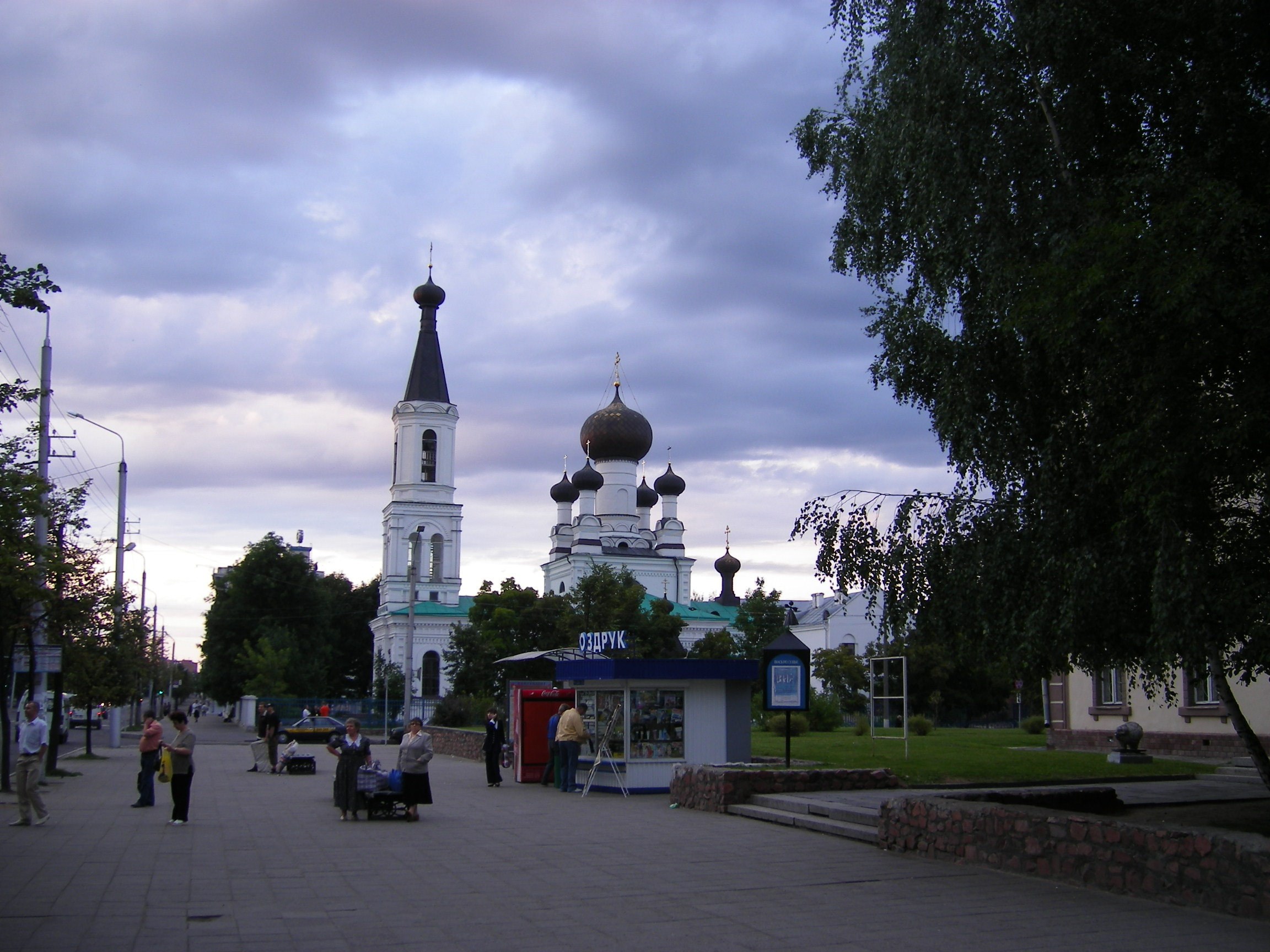
Кафедральный собор Трьох Святителів, м. Могильов.
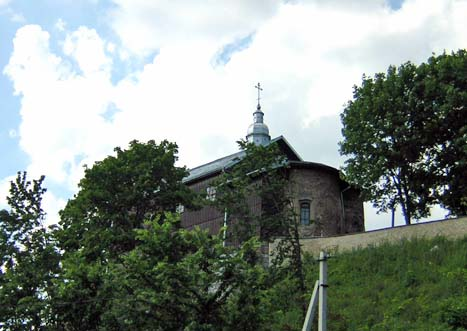
Борисоглібська церква 12 століття, м. Гродно.
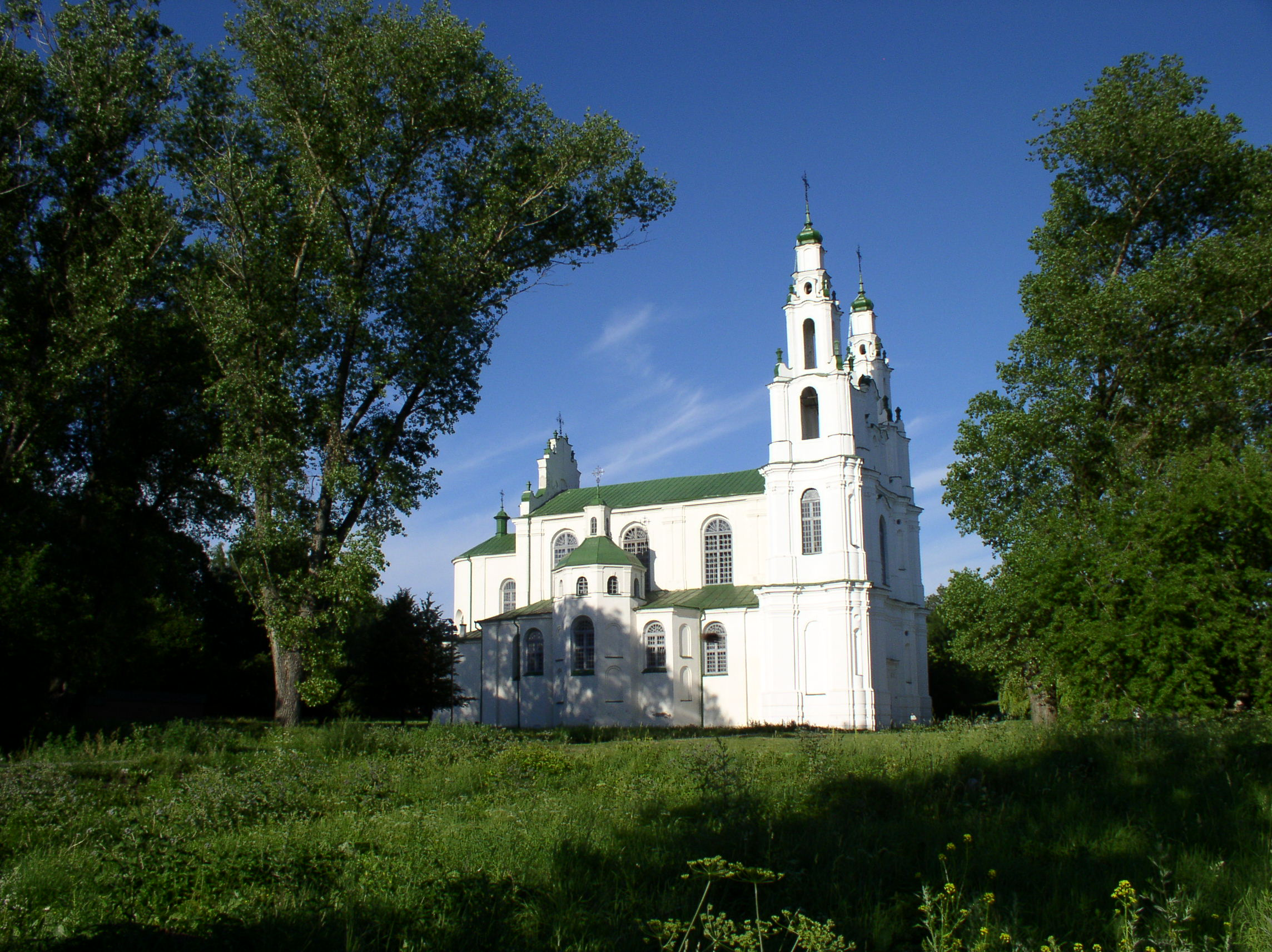
Софійський собор, м. Полоцьк.
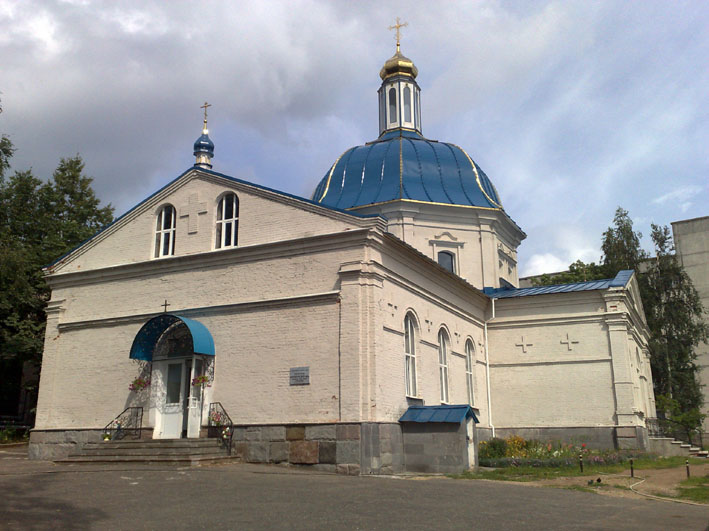
Церква Троїце-Маркова монастиря, м. Вітебськ.